# Centrum Kompetencji STOS
Centrum Kompetencji STOS, (STOS – akronim od Smart and Transdisciplinary knOwledge Services) – realizowany w Gdańsku projekt budowy nowej siedziby Centrum Informatycznego TASK.

## Superkomputer
Superkomputer, który zainstalowany zostanie w budowanym centrum będzie wykonywał obliczenia, transfer i przetwarzanie wielkich zbiorów danych na potrzeby badawczo-rozwojowe z zakresu m.in. fizyki, chemii, astronomii, biotechnologii i medycyny, jak również do badań wdrożeniowych prowadzących do komercjalizacji odkryć naukowych. Oprócz realizacji nowatorskich projektów badawczych dla społeczności akademickiej, wspomagać będzie także przedsiębiorstwa i otoczenie społeczno-gospodarcze przy realizacji dużych przedsięwzięć biznesowych.

## Centrum
Prace budowlane rozpoczęto we wrześniu 2020. Główny obiekt ma powierzchnię ok. 14 tys. m kw, koszt inwestycji 155,7 mln zł, z czego 90,1 mln stanowi unijna dotacja w ramach Europejskiego Funduszu Rozwoju Regionalnego, uzyskana przez Urząd Marszałkowski Województwa Pomorskiego oraz Agencję Rozwoju Pomorza. Pozostałą część kwoty uczelnia pokrywa niemal w całości ze środków własnych wypracowanych przez Centrum Informatyczne TASK PG. Inwestycję wsparły też dodatkowe środki od Ministerstwa Nauki i Szkolnictwa Wyższego. Całkowity koszt projektu z uwzględnieniem specjalistycznego wyposażenia, w tym superkomputera, przekroczy 200 mln zł. Centrum zostało otwarte w kwietniu 2023.
Centrum projektowane jest z uwzględnieniem założeń Green Computing w celu maksymalnego ograniczenia wpływu działań IT na środowisko i optymalizacji wydajności energetycznej sprzętu i laboratoriów. Centrum stało się nową siedzibą CI TASK, a także serwerowni sieciowo-obliczeniowych oraz  spełniającego wymogi bezpieczeństwa i niezawodności tzw. „bunkra” do przetwarzania danych on-line oraz długoterminowego ich przechowywania.

## Lokalizacja
Inwestycja mieści się przy ul. Romualda Traugutta 75 w gdańskim Wrzeszczu, na zboczu Szubienicznej Góry w bezpośrednim sąsiedztwie kampusu Politechniki Gdańskiej.